# Омалиус д’Аллуа, Жан Батист Жюльен
Жан Батист Жюльен д’Омалиус д’Аллуа (фр. Jean Baptiste Julien d'Omalius d'Halloy; 16 февраля 1783, Льеж — 15 января 1875, Брюссель) — бельгийский геолог и государственный деятель.
Член Брюссельской академии наук (1816), иностранный член Лондонского королевского общества (1873).

## Биография
Происходил из древнего дворянского рода, получил классическое (то есть гуманитарное) образование, но под влиянием работ Бюффона увлёкся геологией. Чередовал посещение парижских лекций Фуркруа, Ласепеда и Жоржа Кювье с самостоятельными геологическими изысканиями в своих родных краях и в 1808 г. опубликовал в Journal des Mines первую научную статью «Очерк геологии Северной Франции» (фр. Essai sur la geologie du Nord de la France). В 1810 г. по поручению Этьена Шарль де Монбре Кокьюбера, директора Бюро по статистики Министерства внутренних дел, начал составление геологической карты Франции, к 1817 г. завершил работу, лёгшую затем в основу более детальных исследований Армана Дюфренуа и Эли де Бомона.
Затем Омалиус д’Аллуа вынужден был в большей степени посвятить себя государственной службе. В 1815 г. он был назначен губернатором Намюра и занимал эту должность вплоть до революции 1830 года. В 1848 г. он был избран в Сенат Бельгии, в 1851 г. занял пост его вице-президента. В 1850, 1858 и в 1872 г. Омалиус д’Аллуа был президентом Брюссельской Академии наук. Вместе с тем все эти годы он не оставлял собственно научной деятельности, опубликовав, в частности, «Геологическое описание Нидерландов» (фр. Description géologique des Pays-Bas; 1828), «Основы геологии» (фр. Eléments de Géologie; 1831), «Введение в геологию» (фр. Introduction à la Géologie; 1833), «Беглый взгляд на геологию Бельгии» (фр. Coup d'oeil sur la géologie de la Belgique; 1842) и ряд других работ. В 1840-х гг. Омалиус д’Аллуа заинтересовался также проблемами этнологии и расовой теории и опубликовал несколько сочинений на эту тему.

## Научные заслуги
По результатам ранних исследований Омалиус д’Аллуа предложил в 1822 г. выделить в истории Земли меловой период, характеризующийся, с геологической точки зрения, преобладанием меловых пород.
В 1826 г. он впервые описал минерал галлуазит, названный его именем.